# Астрал. Медиум
«Астрал. Медиум» (англ. Oddity) — ирландский фильм ужасов, снятый режиссёром Дэмиэном Маккарти в 2024 году. Премьера фильма состоялась на фестивале South by Southwest 8 марта 2024 года, на котором он получил «Приз зрительских симпатий». В прокат в Ирландии и Великобритании фильм вышел 30 августа 2024 года. В России его премьера состоялась 28 ноября 2024 года.
Фильм не имеет отношения к франшизе «Астрал».

## Сюжет
Однажды ночью, оставшись одна, Дэни Оделло-Тиммис, жена психиатра Теда Тиммиса, была жестоко убита во время ремонта недавно приобретённого загородного дома пары. Олин Бул, один из бывших пациентов Теда, навестил Дэни в тот вечер, предупредив её, что в дом проник незнакомец. Олин некоторое время считается убийцей, но позднее Деклан Барретт находит его самого убитым в своей комнате в доме престарелых.
Год спустя Тед навещает Дарси Оделло, слепую ясновидящую с психометрическими способностями, в её магазине «Кабинет редкостей» в Корке, и они договариваются о новой встрече. Тед отдаёт ей стеклянный глаз Олина, который она пытается «прочитать». Несколько дней спустя Дарси неожиданно приезжает в загородный дом, где Тед теперь живёт со своей новой девушкой Яной, представительницей фармацевтической компании. Перед визитом Дарси прибывает большой ящик, в котором находится странный деревянный голем в натуральную величину.

## В ролях
- Кэролин Брэкен — Денни Оделло-Тиммис / Дарси Оделло
- Гвилим Ли — Тед Тиммис
- Тед Мерфи — Олин Бул
- Кэролайн Ментон — Яна
- Джонатан Френч — Деклан Барретт

## Производство
Фильм снимался в том же переоборудованном амбаре графстве Корк, что и первый фильм Маккарти, который он разрабатывал совместно с «Астралом».
Художник по спецэффектам Пол Макдоннелл создал деревянного голема в полный рост при участии Маккарти. В качестве источников вдохновения Маккарти называет фильмы «Детские игры» и «Калейдоскоп ужасов». «Я большой поклонник старых фильмов, где куклы оживают», — сказал он в 2024 году. — «Но они всегда маленькие, и я подумал, что было бы здорово сделать такую, что будет твоего роста — настоящую силу, с которой придётся считаться, если она вдруг оживёт».
Маккарти, часто посещающий антикварные магазины, приобрёл часть реквизита именно в них. Персонаж Оллин Буль был взят из короткометражного фильма 2013 года «Как Оллин потерял глаз», в котором раскрывалась его предыстория.

## Релиз
В феврале 2024 года компания Blue Finch Films приобрела права на международный прокат фильма. Премьера состоялась на фестивале South by Southwest 8 марта 2024 года, где фильм получил «Приз зрительских симпатий» в секции Midnighter. На кинофестивале Overlook в апреле 2024 года картина также удостоилась «Приза зрительских симпатий» за лучший полнометражный фильм.
Фильм был выпущен в США 19 июля 2024 года, а 4 августа 2024 года был показан на 28-м международном кинофестивале «Фантазия». В Ирландии и Великобритании фильм вышел 30 августа 2024 года.

### Домашние носители
Картина была выпущена на VOD 20 августа 2024 года, а на DVD и Blu-ray носителях — 22 октября 2024 года.

## Критика
На сайте-агрегаторе Rotten Tomatoes 96 % рецензий критиков из 128 — положительные. Консенсус сайта гласит: «Элегантная и жуткая история о привидениях, перемежаемая умными встрясками: Oddity следует основам страха и достигает вызывающих крик результатов». Сайт-агрегатор Metacritic присвоил фильму оценку 78 из 100 баллов на основе 18 рецензий критиков, что указывает на «в целом благоприятные» рецензии.
Шейла О’Мелли, пишущая рецензии для сайта RogerEbert.com, похвалила фильм и наградила его тремя с половиной звёздами из четырёх, назвав его «нервирующим и тревожным». Автор RussoRosso Максим Ершов отметил, что «у ирландского постановщика получился не самый ровный фильм, и в отдельных эпизодах повествование провисает, но всё равно „Астрал. Медиум“ — любопытное упражнение в жанре. Консервативные скримеры вкупе с модным неспешным развитием событий в готическом антураже рождают стойкое тревожное ощущение. Даже самых подготовленных зрителей в нескольких моментах Маккарти точно напугает, так что своё дело режиссёр знает».